# Баштик Уляна Данилівна
Уляна (Юліана) Данилівна Баштик (нар. 1899, село Скоморохи, Австро-Угорщина, тепер Сокальського району Львівської області — 1969, село Скоморохи Сокальського району Львівської області) — українська радянська діячка, новатор сільськогосподарського виробництва, ланкова та голова колгоспу імені Сталіна села Скоморохи Сокальського району Львівської області. Герой Соціалістичної Праці (6.08.1949). Депутат Львівської обласної ради. Депутат Верховної Ради УРСР 3—4-го скликань.

## Життєпис
Народилася в родині селянина-бідняка Данила Боровського. З дитячих років працювала в наймах у поміщиків та багатих селян. Вийшовши заміж за селянина Петра Баштика, працювала у власному господарстві, ткала полотно.
Після захоплення Галичини Червоною армією, у 1940 році вступила до колгоспу імені Сталіна села Скоморохи Сокальського району Львівської області, працювала ланковою.
Під час німецько-радянської війни працювала у власному сільському господарстві. Після війни — ланкова колгоспу імені Сталіна села Скоморохи Сокальського району Львівської області.
6 серпня 1949 року Уляні Баштик було присвоєне звання Героя Соціалістичної Праці з врученням ордена Леніна і медалі «Золота Зірка» за «отримання врожаю жита 34 центнера з гектара на площі 20 гектарів у 1948 році».
Член ВКП(б) з 1949 року.
У лютому 1950 — 1957 року — голова колгоспу імені Сталіна (потім — імені Лопатіна) села Скоморохи Сокальського району Львівської області. Одночасно була членом вченої ради при уповноваженому Президії Академії наук Української РСР, членом вченої ради Львівського науково-природознавчого музею, обиралася делегатом Другої Всесоюзної конференції прихильників миру.
Потім — на пенсії в селі Скоморохах Сокальського району Львівської області. Померла в листопаді 1969 року.

## Нагороди
- Герой Соціалістичної Праці (6.08.1949)
- орден Леніна (6.08.1949)
- медалі